# ستيفن دين
ستيفن دين (15 مايو 1964 في المملكة المتحدة - ) (بالإنجليزية: Stephen Dean)‏ هو لاعب كريكت بريطاني. لعب مع Hertfordshire County Cricket Club ‏.

## وصلات خارجية
- ستيفن دين على موقع إي آس بي آن كريك إنفو (الإنجليزية)